# Chris Botti
Christopher Stephen Botti, conhecido por Chris Botti (12 de outubro de 1962), é um trompetista e compositor estadunidense.
Em 2013, Botti foi o vencedor do Grammy de Melhor Álbum Pop Instrumental. Também foi indicado em 2008 por seu álbum Italia e recebeu outras três indicações em 2010 pelo álbum ao vivo Chris Botti in Boston. Quatro de seus álbuns atingiram as primeiras posições na Billboard Jazz. 
Ganhando notoriedade com o álbum Night Sessions, de 2001, Botti estabeleceu sua reputação como um músico versátil tanto no Jazz como no Pop, por sua habilidade em mesclar os dois estilos. 

## Discografia
- First Wish (1995)
- Midnight Without You (1997)
- Slowing Down the World (1999)
- Night Sessions (2001)
- The Very Best of Chris Botti (2002)
- December (2002)
- A Thousand Kisses Deep (2003)
- When I Fall In Love (2004)
- To Love Again: The Duets (2005)
- Italia (2007)
- Chris Botti in Boston (2009)